# Strellc i Epërm

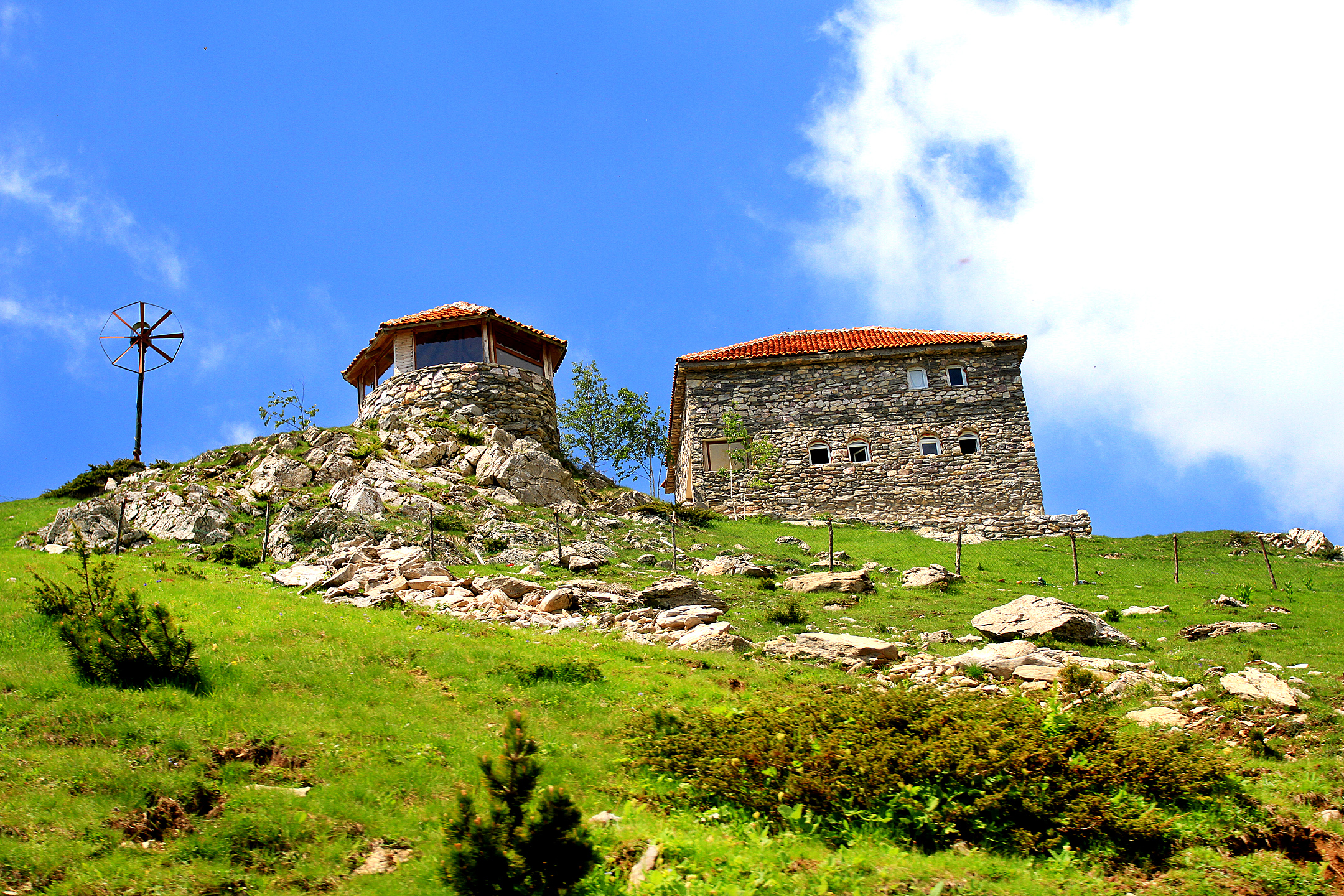
Typische Hausarchitektur in Strellc

Strellc i Epërm (albanisch Strellci i Epërm, serbisch Горњи Стреоц Gornji Streoc) ist ein Dorf nördlich der Stadt Deçan im Westen des Kosovo. Die Ortschaft auf einer Meereshöhe von 624 Metern liegt im Zentrum der Gemeinde Deçan, welche neben der Stadt noch 36 andere Ortschaften umfasst.
Bis zum Gemeindehauptort im Süden sind es fünf Kilometer, bis zur Stadt Peja im Norden zehn Kilometer. Strellc i Epërm/Gornji Streoc, was so viel wie „Oberes Strellc/Streoc“ bedeutet, ist mit der Nationalstraße Nr. 107 verbunden, welche die direkte Straßenverbindung zwischen Deçan und Peja herstellt.
Strellc i Epërm hat gemäß 2011 durchgeführter Volkszählung 3347 Einwohner. Davon bezeichnen sich 3263 als Albaner und 75 als Balkan-Ägypter. Zwei gehören anderen Ethnien an und von sieben ist keine Antwort bezüglich der Ethnie vorhanden.
Nachfolgend ist die Einwohnerentwicklung des Dorfes seit dem Zweiten Weltkrieg zusammengefasst:
| Jahr | Einwohner |
| ---- | --------- |
| 1948 | 1430      |
| 1953 | 1516      |
| 1961 | 1721      |
| 1971 | 2190      |
| 1981 | 2782      |
| 1991 | 3339      |
| 2011 | 3347      |

## Persönlichkeiten
- Tahir Zemaj (1956–2003), UÇK-Kommandant
- Avdi Mujaj (1966–2003), UÇK-Kommandant
- Nora Istrefi (* 1986), Sängerin

## Sonstiges
Der Film Der Schut von Karl May wurde teilweise in Strellc gedreht.
Die Grundschule in Strellc ist nach dem Nationalhelden Bajram Curri benannt.